# Червоная Русь (газета)
«Черво́ная Русь» — общественно-политическая русофильская газета, выходила три раза в неделю во Львове в 1888−1891 годах как продолжение газеты «Новый Пролом». Газету субсидировало правительство Российской империи, её тиражи часто конфисковывались. С 1891 года «Червоная Русь» сменила название на «Галицкая Русь». Главные редакторы Осип Марков и Иван Пелех.

## История
Газета «Червоная Русь», издаваемая Осипом Марковым и Иваном Пелехом, позиционировала себя продолжателем газеты «Новый Пролом» (1883—1887). В газете «Дело» № 33 от 1902 года в некрологе на смерть галицкорусского писателя Венедикта Площанского было отмечено, что со второй половины 1887 года ему была прекращена помощь из России, которая стала поступать более ловким людям. Исследователями отмечается, что под ловкими людьми здесь подразумевается Осип Марков, учредивший в 1888 году газету «Червоная Русь».
С начала издания газета выходила трижды в неделю, а с 1889 года — ежедневно. Главной целью издания являлось противостояние украинофильским изданиям Галичины. Лозунгом газеты являлся слоган «Борьба за свободу и благо русского отечества». Кроме политической направленности, газета соблюдала просветительские традиции свои предшественников — «братьев по духу». В газете публиковались писательницы Марко Вовчок, Элиза Ожешко, писатели Д. Маркович, Ги де Мопассан.
В 1890 году среднестатистический галицкий человек читал «Дело» либо «Червоную Русь» — отмечал В. Охримович. «Червоная Русь» не поддержала идею создания Русско-украинской радикальной партии.
В 1891 году газета сменила название на «Галицкая Русь» (1891—1892, ежедневник), а затем на «Галичанин» (1893—1913).